# روبرت سميث (مهندس معماري)
روبرت سميث (بالإنجليزية: Robert Smith) هو مهندس معماري أمريكي، ولد في 1722 في Dalkeith ‏ في المملكة المتحدة، وتوفي في 11 فبراير 1777.